# Leyviller
Leyviller é uma comuna francesa na região administrativa de Grande Leste, no departamento de Mosela. Estende-se por uma área de 7,25 km². Em 2010 a comuna tinha 505 habitantes (densidade: 69,7 hab./km²).